# Штрем
Штрем (нем. Strem) — ярмарочная коммуна (нем. Marktgemeinde) в Австрии, в федеральной земле Бургенланд. 
Входит в состав округа Гюссинг.  Население составляет 922 человека (на 31 декабря 2005 года). Занимает площадь 23,8 км². Официальный код  —  10416.

## Политическая ситуация
Бургомистр коммуны — Бернхард Дойч (АНП) по результатам выборов 2007 года.
Совет представителей коммуны (нем. Gemeinderat) состоит из 15 мест.
- АНП занимает 11 мест.
- СДПА занимает 4 места.